# Mangkunegaran
Mangkunegaran is een van de voormalige vorstenlanden op Java. De heerser oefent sinds 1945 geen macht meer uit maar zijn kraton is nog steeds een middelpunt van Javaanse tradities en kunst.
Het gebied was deel van het keizerrijk Mataram dat in de 18e eeuw in drie staten werd verdeeld. De vorst van Mangkunegaran, Mangkunegara geheten, was ondergeschiikt aan de susuhunan van Surakarta die eveneens uit het Huis Kartasura stamt.
De stichter van het rijk en van de dynastie was Sri Mangkunegara I, voorheen Raden Mas Saïd, een prins uit het Huis van Surakarta. Hij en zijn opvolgers regeerden als vazallen van de Susuhunan van Surakarta die op zijn beurt weer de vazal van de VOC en later van Nederland was. De Mangkunegara was een zelfbestuurder en stond Nederland bij met een flinke legermacht waaronder cavalerie en eigen artillerie. De vorsten, allen "Mangkunegara" geheten, waren zeer trouw aan Nederlands koloniaal gezag. Daarom werd hun vorstendom in 1945 afgeschaft en daarom kreeg de Mangkunegara in de Republiek Indonesië geen bijzondere privileges of positie. 
De in 1951 geboren Mangkunegara IX was de negende vorst van Mankoenegaran.

## Vorsten van Mangkunegaran
- Mangkunegara I (Raden Mas Said) 1757 - 1796
- Mangkunegara II 1796 - 1835
- Mangkunegara III 1835 - 1853
- Mangkunegara IV 1853 - 1881
- Mangkunegara V 1881 - 1896
- Mangkunegara VI 1896 - 1916
- Mangkunegara VII 1916 - 1944
- Mangkunegara VIII 1944 - 1987
- Mangkunegara IX 1987 - 2021